# Потенціал Ліенара — Віхерта
Потенціа́ли Ліена́ра — Ві́херта — вирази для потенціалів електромагнітного поля заряду, що рухається відомою траєкторією. Названі на честь Альфред-Марі Ліенара та Еміля Віхерта.
При зміні положення заряду збурення електромагтіних полів згідно з принципом причинності досягає точки спостереження тільки через певний відрізок часу. В момент часу t спостерігач відчуватиме положення заряду в момент часу {\displaystyle t^{\prime }}. {\displaystyle t-t^{\prime }} — це проміжок часу, необхідний для того, щоб електромагнітне поле подолало віддаль між зарядами.
{\displaystyle t-t^{\prime }={\frac {R(t^{\prime })}{c}}},
де {\displaystyle R(t^{\prime })} — віддаль між спостерігачем і зарядом у момент часу {\displaystyle t^{\prime }}, c — швидкість світла в порожнечі.
Якби заряд не рухався, то навколо нього створювалося б лише електричне поле згідно із законом Кулона. Навколо рухомого заряду створюється електричне й магнітне поле. Потенціали цих полів визначаються формулами 
{\displaystyle \varphi ={\frac {q}{R-{\frac {\mathbf {v} \cdot \mathbf {R} }{c}}}},\qquad \mathbf {A} ={\frac {q\mathbf {v} }{c\left(R-{\frac {\mathbf {v} \cdot \mathbf {R} }{c}}\right)}},}
де {\displaystyle \varphi } — потенціал електричного поля, {\displaystyle \mathbf {A} } — векторний потенціал, {\displaystyle \mathbf {v} } — швидкість зарядженої частинки, q — її заряд. Усі вирази в правих частинах повинні братися в момен часу {\displaystyle t^{\prime }}.
Ці вирази для потенціалів називаються потенціалами Ліенара-Віхерта. У випадку нерухомого заряду електричний потенціал збігається з кулонівським, магнітний — дорівнює нулю.

## Отримання виразів для потенціалів
Рівняння Максвелла, в силу відповідного постулату, не залежать від прискорення заряда. Окрім цього, вирази для векторного і скалярного потенціалів, отримані у минулому розділі, також від прискорення не залежать. Проте вирази для векторів-характеристик поля від прискорення залежать. Інтегральні вирази для потенціалів (розв'язки рівняння д'Аламбера) враховують прискорення заряда через "запізнення" розповсюдження взаємодії. Дійсно, із загальних інтегралів для потенціалів можна отримати:
{\displaystyle \ \varphi ={\frac {Q}{R-{\frac {(\mathbf {v} \cdot \mathbf {R} )}{c}}}},\quad \mathbf {A} ={\frac {Q\mathbf {v} }{c\left(R-{\frac {(\mathbf {v} \cdot \mathbf {R} )}{c}}\right)}}\qquad (.1)},
де {\displaystyle \ \mathbf {R} =\mathbf {R} (T)=\mathbf {x} -\mathbf {x} _{0}(T),\quad T:t-\tau -{\frac {|\mathbf {R} (\tau )|}{c}}=0}.
Отримані вирази для потенціалів можуть бути використані для отримання виразу для напруженості електричного поля та індукції магнітного поля у випадку заряду, що довільно рухається.

## Напруженості полів
Для напруженості електричного поля {\displaystyle \mathbf {E} } й вектора магнітної індукції
{\displaystyle \mathbf {B} } потенціали Ліенара-Віхерта дають
{\displaystyle E=q{\frac {1-v^{2}/c^{2}}{\left(R-{\frac {\mathbf {v} \cdot \mathbf {R} }{c}}\right)^{3}}}\left(\mathbf {R} -{\frac {\mathbf {v} }{c}}R\right)+{\frac {q}{c^{2}\left(R-{\frac {\mathbf {v} \cdot \mathbf {R} }{c}}\right)^{3}}}\left[\mathbf {R} ,\left[\mathbf {R} -{\frac {\mathbf {v} }{c}}R,{\dot {\mathbf {v} }}\right]\right]}
{\displaystyle \mathbf {B} ={\frac {1}{R}}[\mathbf {R} ,\mathbf {E} ]}
Особливістю виразів для полів є те, що вони залежать не лише від швидкості частинки, а й від її прискорення. Та частина, що залежить від прискорення відповідає за випромінювання електромагнітних хвиль. Іншою особливістю є те, що електричне й магнітне поле завжди перпендикулярні одне до іншого.

### Отримання виразів для полів
Для подальших викладок знадобиться вираз
{\displaystyle \ \gamma \left(R-{\frac {(\mathbf {v} \cdot \mathbf {R} )}{c}}\right)={\sqrt {X^{2}+{\frac {\gamma ^{2}}{c^{2}}}(\mathbf {X} \cdot \mathbf {v} )^{2}}}\qquad (.2)}.
Вираз для напруженості поля можна отримати безпосередньо за допомогою явних виразів для потенціалів Лієнара-Віхерта. Як відомо, вираз для напруженості електричного поля через компоненти 4-потенціалу рівний
{\displaystyle \ \mathbf {E} =-\nabla \varphi -{\frac {1}{c}}{\frac {\partial \mathbf {A} }{\partial t}}\qquad (.3)}.
Проте перед тим, як безпосередньо визначити вираз для напруженості поля, потрібно перейти від змінних {\displaystyle \ t,\mathbf {x} } до змінної {\displaystyle \ T}, оскільки самі потенціали (а точніше - {\displaystyle \ \mathbf {v} ,\mathbf {R} }) залежать від {\displaystyle \ T}:
{\displaystyle \ {\frac {\partial t}{\partial T}}={\frac {R}{R-{\frac {(\mathbf {v} \cdot \mathbf {R} )}{c}}}},\quad {\frac {\partial T}{\partial \mathbf {x} }}=-{\frac {\mathbf {R} }{c\left(R-{\frac {(\mathbf {v} \cdot \mathbf {R} )}{c}}\right)}}\qquad (.4)}.
Тоді для напруженості поля {\displaystyle \ \mathbf {E} } можна отримати
{\displaystyle \ \mathbf {E} ={\frac {Q\left(\mathbf {R} -{\frac {\mathbf {v} }{c}}R\right)\left(1-{\frac {v^{2}}{c^{2}}}\right)}{\left(R-{\frac {(\mathbf {R} \cdot \mathbf {v} )}{c}}\right)^{3}}}+{\frac {Q}{c^{2}}}{\frac {\left[\mathbf {R} \times \left[\left(\mathbf {R} -{\frac {\mathbf {v} }{c}}R\right)\times \mathbf {a} \right]\right]}{\left(R-{\frac {(\mathbf {R} \cdot \mathbf {v} )}{c}}\right)^{3}}}},
або, з урахуванням виразу {\displaystyle \ (.2)} і введеного вектора {\displaystyle \ \mathbf {X} =\mathbf {R} -{\frac {\mathbf {v} }{c}}R},
{\displaystyle \ \mathbf {E} ={\frac {Q\gamma \mathbf {X} }{\left(X^{2}+{\frac {\gamma ^{2}}{c^{2}}}(\mathbf {v} \cdot \mathbf {X} )^{2}\right)^{\frac {3}{2}}}}+{\frac {Q}{c^{2}}}{\frac {\gamma ^{3}[\mathbf {R} \times [\mathbf {X} \times \mathbf {a} ]]}{\left(X^{2}+{\frac {\gamma ^{2}}{c^{2}}}(\mathbf {v} \cdot \mathbf {X} )^{2}\right)^{\frac {3}{2}}}}}.
Вираз для індукції поля можна отримати безпосередньо з інтегральних виразів для запізнювальних потенціалів, що, можливо (!), значно спростить викладки.
При введенні фіктивного інтегрування по змінній {\displaystyle \ \tau } (див. попередній підрозділ) векторний потенціал має вигляд
{\displaystyle \ \mathbf {A} (\mathbf {R} ,T)={\frac {1}{c}}\int {\frac {Q\mathbf {v} (\tau )\delta \left(t-\tau -{\frac {|\mathbf {x} -\mathbf {x} _{0}(\tau )|}{c}}\right)d\tau }{|\mathbf {z} -\mathbf {x} _{0}(\tau )|}}}.
Тоді для {\displaystyle \ \mathbf {B} =[\nabla \times \mathbf {A} ]} можна отримати
{\displaystyle \ \mathbf {B} =Q{\frac {\left[\mathbf {R} \times \left({\frac {\mathbf {R} }{R}}-{\frac {\mathbf {v} }{c}}\right)\right]\left(1-{\frac {v^{2}}{c^{2}}}\right)}{\left(R-{\frac {(\mathbf {v} \cdot \mathbf {R} )}{c}}\right)^{3}}}+{\frac {Q}{c^{2}}}{\frac {\left[\mathbf {R} \times \left[\mathbf {R} \times \left[\left({\frac {\mathbf {R} }{R}}-{\frac {\mathbf {v} }{c}}\right)\times \mathbf {a} \right]\right]\right]}{\left(R-{\frac {(\mathbf {v} \cdot \mathbf {R} )}{c}}\right)^{3}}}=\left[{\frac {\mathbf {R} }{R}}\times \mathbf {E} \right]},
або, з урахуванням виразу {\displaystyle \ (.2)},
{\displaystyle \ \mathbf {B} =Q\gamma {\frac {\left[{\frac {\mathbf {R} }{R}}\times \mathbf {X} \right]}{\left(X^{2}+{\frac {\gamma ^{2}}{c^{2}}}(\mathbf {v} \cdot \mathbf {X} )^{2}\right)^{\frac {3}{2}}}}+{\frac {Q\gamma ^{3}}{c^{2}}}{\frac {\left[{\frac {\mathbf {R} }{R}}\times \left[\mathbf {R} \times \left[\mathbf {X} \times \mathbf {a} \right]\right]\right]}{\left(X^{2}+{\frac {\gamma ^{2}}{c^{2}}}(\mathbf {v} \cdot \mathbf {X} )^{2}\right)^{\frac {3}{2}}}}}.